# László Klauz
László Klauz (* 6. November 1961 in Győr; † 28. März 2013) war ein ungarischer Ringer. Er war Vize-Weltmeister 1989 im griechisch-römischen Stil im Super-Schwergewicht.

## Werdegang
László Klauz wuchs in Budapest auf und begann dort 1973 mit dem Ringen. Er gehörte dem Sportclub „Csepel“ S.E. Budapest an. Bei einer Größe von 1,94 Metern wuchs László Klauz schnell in das Super-Schwergewicht hinein, das damals bis zu einem Körpergewicht von 130 kg reichte. In Ungarn gab es zu Beginn der 1980er Jahre in seiner Gewichtsklasse mehrere gute Ringer, wie z. B. János Rovnyai, József Balla, László Köfalvi und József Nagy. Aus diesem Grund dauerte es bis 1986, ehe er bei einer internationalen Meisterschaft starten konnte. Auch die Tatsache, dass er erst 1987 zum ersten Male ungarischer Meister werden konnte, weist auf diese starke Konkurrenz hin.
Im Jahr 1986 war er bei der Weltmeisterschaft im heimischen Budapest im griechisch-römischen Stil des Superschwergewichts am Start. Sein Debüt gelang Klauz hervorragend, denn er gewann hinter dem Schweden Tomas Johansson und dem sowjetischen Sportler Wladimir Grigorjew die Bronzemedaille. Diese gute Leistung konnte er bei einem Weltcup-Turnier im amerikanischen Oak Lawns voll bestätigen. Er wurde dort Zweiter hinter dem sowjetischen Ringer Igor Rostorozki und ließ dabei Duane Koslowski und Arturo Diaz aus Kuba hinter sich.
1987 reichte es für László Klauz bei der Europameisterschaft in Tampere nur zum 6. Platz. Bei der Weltmeisterschaft im selben Jahr erhielt deshalb György Kékes den Vorzug vor ihm. Genauso war es bei der Europameisterschaft 1988. Bei den Olympischen Spielen 1988 in Seoul wurde aber wieder László Klauz eingesetzt, der in beiden Stilarten antrat. Im griechisch-römischen Stil gelang ihm ein guter 5. Platz, im freien Stil verpasste er mit dem 4. Platz nur hauchdünn die Bronzemedaille.
Ab 1988 erging es László Klauz bei allen internationalen Meisterschaften im griechisch-römischen Stil, an denen er in den Folgejahren teilnahm, wie allen anderen Super-Schwergewichtlern: sobald der sowjetische Sportler Alexander Karelin, der ein Vielstarter war, teilnahm, platzierte er sich hinter diesem, denn Karelin war bis zum Jahre 2000 nicht zu schlagen.
Im Jahre 1989 feierte László Klauz den größten Erfolg seiner Laufbahn. In Martigny/Schweiz wurde er im griechisch-römischen Stil Vize-Weltmeister hinter Alexander Karelin. Im Finale gegen Karelin gelang es ihm dabei, über die volle Kampfzeit zu gehen und nur mit 7:0 Punkten zu verlieren. Von Karelin nur nach Punkten geschlagen zu werden, war damals für alle Ringer eine herausragende Leistung, da dieser in der Regel seine Gegner schnell schulterte.
In den Folgejahren startete Klauz noch bis 1993 bei einigen Welt- und Europameisterschaften, mehrmals sogar in beiden Stilarten. Er platzierte sich dabei immer unter den sechs ersten Siegern. 1992 verpasste er bei den Olympischen Spielen in Barcelona mit dem 4. Platz im griechisch-römischen Stil erneut nur knapp die Bronzemedaille.
Zu Beginn des Jahres 1994 trat László Klauz vom internationalen Ringkampf zurück.

## Internationale Erfolge
(OS = Olympische Spiele, WM = Weltmeisterschaft, EM = Europameisterschaft, GR = griechisch-römischer Stil, F = freier Stil, SS = Super-Schwergewicht, damals bis 130 kg Körpergewicht)
- 1986: 3. Platz, WM in Budapest, GR, SS, hinter Tomas Johansson, Schweden und Wladimir Grigorjew, UdSSR und vor Duane Koslowski, USA, Ioan Grigoraș, Rumänien und Andreas Schröder, DDR
- 1986: 2. Platz, World-Cup in Oak Lawns/USA, GR, SS, hinter Igor Rostorozki, UdSSR und vor Duane Koslowski und Arturo Diaz, Kuba
- 1987: 6. Platz, EM in Tampere, GR, SS, hinter Igor Rostorozki, Tomas Johansson, Rangel Gerowski, Bulgarien, Ioan Grigoraș und Fabio Valguarnera, Italien
- 1988: 2. Platz, FILA Grand Prix Gala in Budapest, GR, SS, hinter Alexander Karelin, UdSSR und vor László Tóth, Ungarn, Ioan Grigoraș und Rangel Gerowski
- 1988: 5. Platz, OS in Seoul, GR, SS, hinter Alexander Karelin, Rangel Gerowski, Tomas Johansson und Hassan El Haddad, Ägypten
- 1988: 4. Platz, OS in Seoul, F, SS, hinter Dawit Gobedschischwili, UdSSR, Bruce Baumgartner, USA und Andreas Schröder, DDR und vor Atanas Atanassow, Bulgarien und Daniel Payne, Kanada
- 1989: 2. Platz, WM in Martigny/Schweiz, GR, SS, hinter Alexander Karelin und vor Tomas Johansson, Krassimir Radoew, Bulgarien, Andrew Borodow, Kanada und Alain Bifrare, Schweiz
- 1989: 10. Platz, WM in Martigny, F, SS, Sieger: Ali Reza Soleimani, Iran vor Bruce Baumgartner und Aslan Chadarzew, UdSSR
- 1990: 2. Platz, Grand Prix in Budapest, GR, SS, hinter Sergei Mureiko, UdSSR und vor Tomas Johansson
- 1990: 4. Platz, EM in Posen, GR, SS, hinter Alexander Karelin, Rangel Gerowski und Ioan Grigoraș und vor Lubomír David, Tschechoslowakei und Alexander Neumüller, Österreich
- 1990: 5. Platz, WM in Rom, GR, SS, hinter Alexander Karelin, Tomas Johansson, Rangel Gerowski und Alexander Neumüller und vor Matt Ghaffari, USA
- 1990: 6. Platz, WM in Tokio, F, SS, hinter Dawit Gobedschischwili, Bruce Baumgartner, Ayık, Türkei, Juraj Štěch, CSSR und Andreas Schröder
- 1991: 4. Platz, WM in Warna, GR, SS, hinter Alexander Karelin, Matt Ghaffari und Rangel Gerowski und vor Jerzy Choromański, Polen und Jeffrey Thue, Kanada
- 1992: 1. Platz, Grand Prix, GR, SS, vor Krassimir Radoew und Ioan Grigoraș
- 1992: 4. Platz, OS in Barcelona, GR, Ss, hinter Alexander Karelin, Tomas Johansson und Ioan Grigoraș und vor Andrew Borodow und Lei Tian, Volksrepublik China
- 1993: 5. Platz, WM in Stockholm, GR, SS, hinter Alexander Karelin, Sergei Mureiko, Moldawien, Tomas Johansson und Petro Kotok, Ukraine und vor Huringa, China
- 1993: 2. Platz, World Cup in Heinola/Finnland, GR, SS, hinter Juha Ahokas, Finnland und vor Matt Ghaffari und Andrei Grischin, UdSSR

## Ungarische Meisterschaften
László Klauz wurde in den Jahren 1987, 1988, 1989, 1990 und 1991 ungarischer Meister im Super-Schwergewicht im freien Stil und 1988, 1990 und 1991 im griechisch-römischen Stil.